# Балог, Чаба
Ча́ба Ба́лог (венг. Balogh Csaba; род. 10 марта 1987, Будапешт) — венгерский шахматист, гроссмейстер (2004).
В составе национальной сборной участник 5-и олимпиад (2006—2014).

## Изменения рейтинга
| Графики недоступны из-за технических проблем. См. информацию на Фабрикаторе и на mediawiki.org. |